# Ehang UAV
Ehang UAV — серія безпілотних літальних апаратів, які розробляє китайська компанія Beijing Yi-Hang Creation Science & Technology Co., Ltd. (Ehang, 北京亿航创世科技有限公司). Компанія займається у Китаї аерофотозйомкою, фотозйомкою та оглядовими польотами.
У січні 2016 Ehang анонсував нові дрони, які зможуть перевозити пасажирів, перші пасажирські дрони в світі. Компанія оголосила про спільні плани з Агентством дорожнього та транспортного туризму в Дубаї запустити автономне літаюче таксі, починаючи з літа 2017 року, проте станом на лютий 2018 року жодних новин про запуск таксі не було. Компанія також оголосила про співпрацю із Невадським інститутом автономних систем. Планувалося розробити таксі-дрон, що може перевозити одного пасажира до 23 хв за допомогою дрона EHang 184.
Ehang 184 був презентований в 2016 році на виставці побутової електроніки, і став першим у світі пасажирським безпілотником.

## Історія
Компанія була заснована у 2014 році колишні топ-менеджери компаній Microsoft і Lenovo. Компанія отримала $10 млн інвестицій в рамках раунду фінансування Series A, а потім ще $42 млн у серпні 2015 року в рамках раунду Series B.

## Ghost
Ghost — квадрокоптер Ehang з парою салазок в якості опор. Проте, Ghost має незвичну властивість: ротори встановлені замість того, щоб встановлювати на кінцях, як у більшості мультикоптерів. Ghost призначений для аерофотозйомки, керується із смартфона. Повна назва - Ghost Intelligent Aerial Robot (кит. трад.: Ghost智能空中机器人; піньїнь: Ghost zhìnéng kōngzhōng jīqìrén.)
Характеристики:
- Розмір (м): 0.36
- Маса порожнього (кг): 0.65 без батарейок
- Батарейки: 2.6 А*год літієві акумулятори
- Час польоту (хв): 8 – 13

### Ghost 2.0
У 2015 році компанія випустила друге покоління дрона. Дрон комплектується також окулярами віртуальної реальності. Ціна $599 (перші 100 покупців зможуть зробити передзамовлення зі знижкою за ціною $499). Очікується, що ціна із окулярами віртульної реальності складе $1500.
Характеристики:
- Розмір (м): 0.36
- Радіус польоту (м): 900
- Батарейки: 4.5 А*год літієві акумулятори
- Час польоту (хв): 25

## Hexacopter
Ehang Hexacopter — новий дрон Ehang, названий поки що просто Ehang Hexacopter. Вперше публічно представлени у серпні 2014 року на виставці TechCrunch Beijing. Поки неназваний дрон збудований із композитних матеріалів на основі вуглецевого волокна і має дві салазки для приземлення. Дуги із двигунами вигнуті, на відміну від більшості мультикоптерів на ринку. Гексакоптер контролюється із ноутбука.
Характеристики:
- Корисний вантаж (кг): 10
- Час польоту (хв): 30 – 40
- Радіус польоту (км): 5
- Ціна за одиницю ($): 5000

## Ehang 184

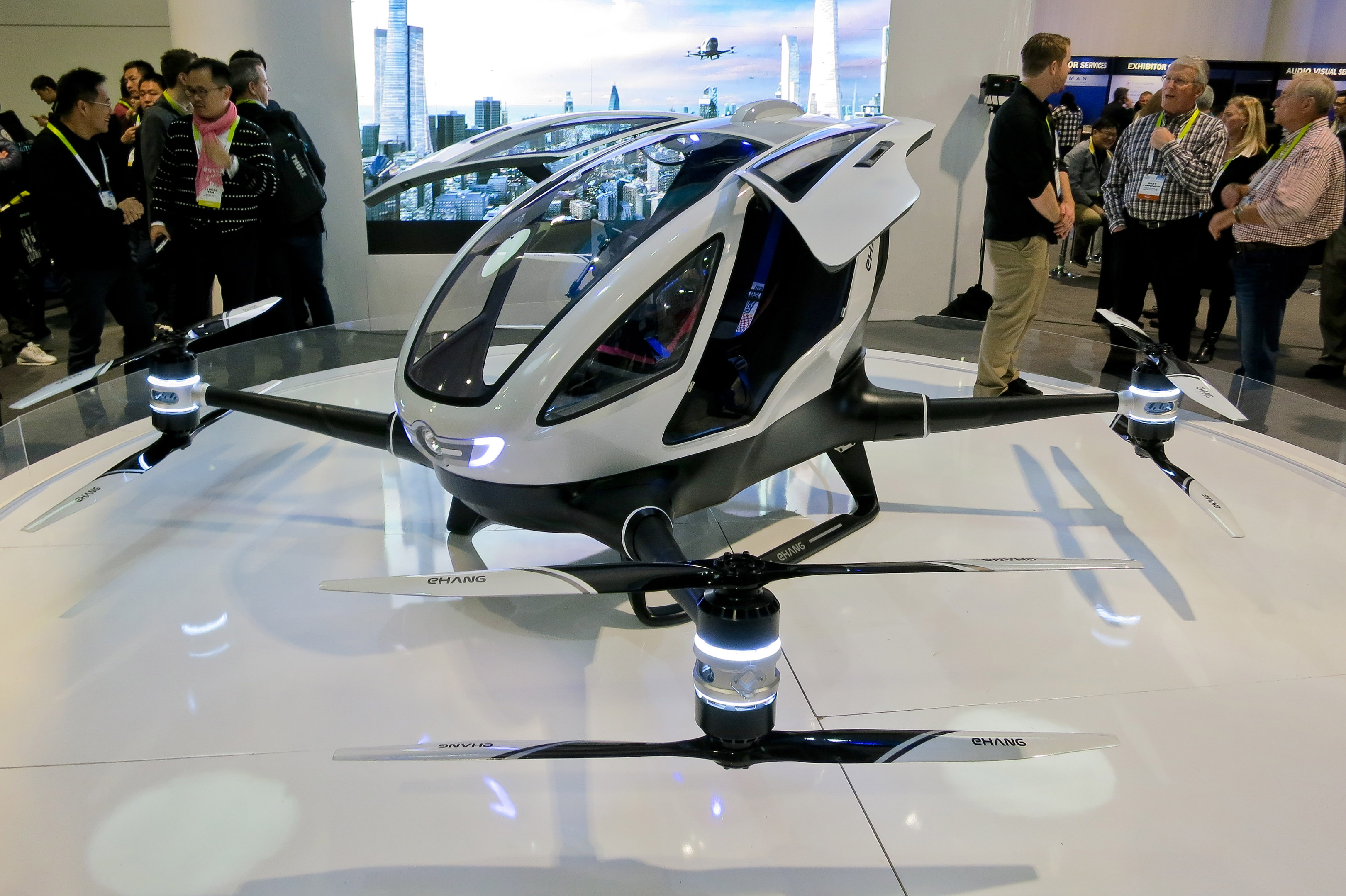
Ehang 184 на виставці Consumer Electronics Show-2016

Ehang 184 — автономний пасажирський дрон, що може досягати швидкості 80 mph (100 км/год). В Ehang заявляють, що цей дрон перевозив пасажирів із 2015 року і з тих пір було здійснено 40 дальніх польотів перед випуском фільму у лютому 2018. Всього за 3 роки було здійснено більше 1,000 тестових польотів, включаючи "вандальні" тести новачків; в штормову погоду; під час туману; вночі і на висоті 1,000 футів над землею.
Маса апарата 200 кг, вантаж, який піднімає дрон — 100 кг. Висота польоту до 3,5 км. "Руки" дрона із двигунами складуються, завдяки чому його досить зручно перевозити.